# Odprto prvenstvo Avstralije 1971
Odprto prvenstvo Avstralije 1971 je teniški turnir, ki je potekal med 7. in 14. marcem 1971 v Sydneyju.

## Moški posamično
Ken Rosewall :  Arthur Ashe, 6–1, 7–5, 6–3

## Ženske posamično
Margaret Court :  Evonne Goolagong, 2–6, 7–6, 7–5

## Moške dvojice
John Newcombe /  Tony Roche :  Tom Okker /  Marty Riessen, 6–2, 7–6

## Ženske dvojice
Evonne Goolagong /  Margaret Court :  Jill Emmerson /  Lesley Hunt, 6–0, 6–0